# Danh sách cầu thủ tham dự Giải vô địch bóng đá châu Âu 1980
Đây là các đội bóng tham dự Giải vô địch bóng đá châu Âu 1980 ở Ý, diễn ra từ ngày 11 đến 22 tháng 6 năm 1980. Tuổi của cầu thủ được tính đến ngày khai mạc giải đấu (11 tháng 6 năm 1980).

## Bảng 1

### Tiệp Khắc
Huấn luyện viên: Jozef Vengloš
| Số | Vt | Cầu thủ                   | Ngày sinh (tuổi)            | Số trận | Câu lạc bộ        |
| -- | -- | ------------------------- | --------------------------- | ------- | ----------------- |
| 1  | TM | Jaroslav Netolička        | 3 tháng 3, 1954 (26 tuổi)   | 11      | Dukla Prague      |
| 2  | HV | Jozef Barmoš              | 28 tháng 8, 1954 (25 tuổi)  | 28      | Inter Bratislava  |
| 3  | HV | Ladislav Jurkemik         | 20 tháng 7, 1953 (26 tuổi)  | 31      | Inter Bratislava  |
| 4  | HV | Anton Ondruš (đội trưởng) | 27 tháng 3, 1950 (30 tuổi)  | 54      | Slovan Bratislava |
| 5  | HV | Koloman Gögh              | 7 tháng 1, 1948 (32 tuổi)   | 51      | Slovan Bratislava |
| 6  | HV | František Štambachr       | 13 tháng 2, 1953 (27 tuổi)  | 15      | Dukla Prague      |
| 7  | TV | Ján Kozák                 | 17 tháng 4, 1954 (26 tuổi)  | 34      | Lokomotiva Košice |
| 8  | TV | Antonín Panenka           | 2 tháng 12, 1948 (31 tuổi)  | 43      | Bohemians Praha   |
| 9  | TĐ | Miroslav Gajdůšek         | 20 tháng 9, 1951 (28 tuổi)  | 45      | Dukla Prague      |
| 10 | TĐ | Marián Masný              | 13 tháng 8, 1950 (29 tuổi)  | 57      | Slovan Bratislava |
| 11 | TĐ | Zdeněk Nehoda             | 9 tháng 5, 1952 (28 tuổi)   | 64      | Dukla Prague      |
| 12 | HV | Rostislav Vojáček         | 23 tháng 2, 1949 (31 tuổi)  | 24      | Baník Ostrava     |
| 13 | TV | Werner Lička              | 15 tháng 2, 1954 (26 tuổi)  | 2       | Baník Ostrava     |
| 14 | HV | Jan Fiala                 | 19 tháng 5, 1956 (24 tuổi)  | 12      | Dukla Prague      |
| 15 | TĐ | Ladislav Vízek            | 22 tháng 1, 1955 (25 tuổi)  | 15      | Dukla Prague      |
| 16 | HV | Oldřich Rott              | 26 tháng 5, 1951 (29 tuổi)  | 3       | Dukla Prague      |
| 17 | TV | Jaroslav Pollák           | 11 tháng 7, 1947 (32 tuổi)  | 49      | Sparta Prague     |
| 18 | TV | Jan Berger                | 27 tháng 11, 1955 (24 tuổi) | 1       | Dukla Prague      |
| 19 | HV | Karol Dobiaš              | 18 tháng 12, 1947 (32 tuổi) | 67      | Bohemians Prague  |
| 20 | TV | Petr Němec                | 7 tháng 6, 1957 (23 tuổi)   | 0       | Baník Ostrava     |
| 21 | TM | Stanislav Seman           | 8 tháng 8, 1952 (27 tuổi)   | 1       | Lokomotiva Košice |
| 22 | TM | Dušan Kéketi              | 24 tháng 3, 1951 (29 tuổi)  | 7       | Spartak Trnava    |

### Hi Lạp
Huấn luyện viên: Alketas Panagoulias
| Số | Vt | Cầu thủ                     | Ngày sinh (tuổi)            | Số trận | Câu lạc bộ    |
| -- | -- | --------------------------- | --------------------------- | ------- | ------------- |
| 1  | TM | Vasilis Konstantinou        | 19 tháng 11, 1947 (32 tuổi) |         | Panathinaikos |
| 2  | HV | Ioannis Kyrastas            | 25 tháng 10, 1952 (27 tuổi) |         | Olympiacos    |
| 3  | HV | Konstantinos Iosifidis      | 14 tháng 1, 1952 (28 tuổi)  |         | PAOK          |
| 4  | HV | Anthimos Kapsis             | 3 tháng 9, 1950 (29 tuổi)   |         | Panathinaikos |
| 5  | HV | Giorgos Foiros              | 8 tháng 11, 1953 (26 tuổi)  |         | Aris          |
| 6  | TV | Spiros Livathinos           | 8 tháng 1, 1955 (25 tuổi)   |         | Panathinaikos |
| 7  | TV | Christos Terzanidis         | 13 tháng 2, 1945 (35 tuổi)  |         | Panathinaikos |
| 8  | TV | Takis Nikoloudis            | 26 tháng 8, 1951 (28 tuổi)  |         | Olympiacos    |
| 9  | TĐ | Christos Ardizoglou         | 25 tháng 5, 1953 (27 tuổi)  |         | AEK Athens    |
| 10 | TĐ | Maik Galakos                | 23 tháng 11, 1951 (28 tuổi) |         | Olympiacos    |
| 11 | TV | Ioannis Damanakis           | 2 tháng 10, 1952 (27 tuổi)  |         | PAOK          |
| 12 | HV | Ioannis Gounaris            | 6 tháng 7, 1952 (27 tuổi)   |         | PAOK          |
| 13 | TV | Charalambos Xanthopoulos    | 29 tháng 8, 1956 (23 tuổi)  |         | Iraklis       |
| 14 | TV | Giorgos Koudas (đội trưởng) | 23 tháng 11, 1946 (33 tuổi) |         | PAOK          |
| 15 | TĐ | Thomas Mavros               | 31 tháng 3, 1954 (26 tuổi)  |         | AEK Athens    |
| 16 | TV | Dinos Kouis                 | 5 tháng 6, 1955 (25 tuổi)   |         | Aris          |
| 17 | HV | Petros Ravousis             | 1 tháng 10, 1954 (25 tuổi)  |         | AEK Athens    |
| 18 | HV | Lakis Nikolaou              | 17 tháng 7, 1949 (30 tuổi)  |         | AEK Athens    |
| 19 | TĐ | Giorgos Kostikos            | 26 tháng 4, 1958 (22 tuổi)  |         | PAOK          |
| 20 | TĐ | Nikos Anastopoulos          | 22 tháng 1, 1958 (22 tuổi)  |         | Panionios     |
| 21 | TM | Eleftherios Poupakis        | 28 tháng 12, 1946 (33 tuổi) |         | OFI Crete     |
| 22 | TM | Stelios Papafloratos        | 27 tháng 1, 1954 (26 tuổi)  |         | Aris          |

### Hà Lan
Huấn luyện viên: Jan Zwartkruis
| Số | Vt | Cầu thủ                | Ngày sinh (tuổi)            | Số trận | Câu lạc bộ          |
| -- | -- | ---------------------- | --------------------------- | ------- | ------------------- |
| 1  | TM | Piet Schrijvers        | 15 tháng 12, 1946 (33 tuổi) | 32      | Ajax                |
| 2  | HV | Ben Wijnstekers        | 31 tháng 8, 1955 (24 tuổi)  | 4       | Feyenoord           |
| 3  | HV | Michel van de Korput   | 18 tháng 9, 1956 (23 tuổi)  | 3       | Feyenoord           |
| 4  | HV | Hugo Hovenkamp         | 5 tháng 10, 1950 (29 tuổi)  | 18      | AZ                  |
| 5  | HV | Ruud Krol (đội trưởng) | 24 tháng 3, 1949 (31 tuổi)  | 72      | Vancouver Whitecaps |
| 6  | HV | Jan Poortvliet         | 21 tháng 9, 1955 (24 tuổi)  | 15      | PSV                 |
| 7  | TĐ | René van de Kerkhof    | 16 tháng 9, 1951 (28 tuổi)  | 36      | PSV                 |
| 8  | TĐ | Willy van de Kerkhof   | 16 tháng 9, 1951 (28 tuổi)  | 36      | PSV                 |
| 9  | TĐ | Kees Kist              | 7 tháng 8, 1952 (27 tuổi)   | 16      | AZ                  |
| 10 | TV | Arie Haan              | 16 tháng 11, 1948 (31 tuổi) | 32      | Anderlecht          |
| 11 | TV | Heini Otto             | 24 tháng 8, 1954 (25 tuổi)  | 1       | Twente              |
| 12 | TĐ | Johnny Rep             | 25 tháng 11, 1951 (28 tuổi) | 35      | Saint-Étienne       |
| 13 | TV | Dick Nanninga          | 17 tháng 1, 1949 (31 tuổi)  | 11      | Roda JC             |
| 14 | TV | Adrie Koster           | 18 tháng 11, 1954 (25 tuổi) | 3       | PSV                 |
| 15 | HV | Huub Stevens           | 29 tháng 11, 1953 (26 tuổi) | 10      | PSV                 |
| 16 | TM | Pim Doesburg           | 28 tháng 10, 1943 (36 tuổi) | 3       | Sparta Rotterdam    |
| 17 | TĐ | Martien Vreijsen       | 15 tháng 11, 1955 (24 tuổi) | 0       | NAC Breda           |
| 18 | TV | Frans Thijssen         | 23 tháng 1, 1952 (28 tuổi)  | 7       | Ipswich Town        |
| 19 | TV | Romeo Zondervan        | 3 tháng 3, 1959 (21 tuổi)   | 0       | Twente              |
| 20 | TM | Hans van Breukelen     | 4 tháng 10, 1956 (23 tuổi)  | 0       | Utrecht             |
| 21 | HV | Ernie Brandts          | 3 tháng 2, 1956 (24 tuổi)   | 17      | PSV                 |
| 22 | HV | John Metgod            | 27 tháng 2, 1958 (22 tuổi)  | 7       | AZ                  |

### Tây Đức
Huấn luyện viên: Jupp Derwall
| Số | Vt | Cầu thủ                    | Ngày sinh (tuổi)            | Số trận | Câu lạc bộ               |
| -- | -- | -------------------------- | --------------------------- | ------- | ------------------------ |
| 1  | TM | Harald Schumacher          | 6 tháng 3, 1954 (26 tuổi)   | 3       | 1. FC Köln               |
| 2  | HV | Hans-Peter Briegel         | 11 tháng 10, 1955 (24 tuổi) | 4       | 1. FC Kaiserslautern     |
| 3  | HV | Bernhard Cullmann          | 1 tháng 11, 1949 (30 tuổi)  | 37      | 1. FC Köln               |
| 4  | HV | Karlheinz Förster          | 25 tháng 7, 1958 (21 tuổi)  | 13      | VfB Stuttgart            |
| 5  | HV | Bernard Dietz (đội trưởng) | 22 tháng 3, 1948 (32 tuổi)  | 42      | MSV Duisburg             |
| 6  | TV | Bernd Schuster             | 22 tháng 12, 1959 (20 tuổi) | 7       | 1. FC Köln               |
| 7  | HV | Bernd Förster              | 3 tháng 5, 1956 (24 tuổi)   | 7       | VfB Stuttgart            |
| 8  | TĐ | Karl-Heinz Rummenigge      | 25 tháng 9, 1955 (24 tuổi)  | 31      | Bayern Munich            |
| 9  | TĐ | Horst Hrubesch             | 17 tháng 4, 1951 (29 tuổi)  | 2       | Hamburger SV             |
| 10 | TV | Hansi Müller               | 27 tháng 7, 1957 (22 tuổi)  | 17      | VfB Stuttgart            |
| 11 | TĐ | Klaus Allofs               | 5 tháng 12, 1956 (23 tuổi)  | 11      | Fortuna Düsseldorf       |
| 12 | TV | Caspar Memering            | 1 tháng 6, 1953 (27 tuổi)   | 2       | Hamburger SV             |
| 13 | TV | Rainer Bonhof              | 29 tháng 3, 1952 (28 tuổi)  | 51      | Valencia                 |
| 14 | TV | Felix Magath               | 26 tháng 7, 1953 (26 tuổi)  | 3       | Hamburger SV             |
| 15 | TV | Uli Stielike               | 15 tháng 11, 1954 (25 tuổi) | 10      | Real Madrid              |
| 16 | HV | Herbert Zimmermann         | 1 tháng 7, 1954 (25 tuổi)   | 14      | 1. FC Köln               |
| 17 | TV | Karl Del'Haye              | 18 tháng 8, 1955 (24 tuổi)  | 1       | Borussia Mönchengladbach |
| 18 | TV | Lothar Matthäus            | 21 tháng 3, 1961 (19 tuổi)  | 0       | Borussia Mönchengladbach |
| 19 | TV | Miroslav Votava            | 24 tháng 4, 1956 (24 tuổi)  | 1       | Borussia Dortmund        |
| 20 | HV | Manfred Kaltz              | 6 tháng 1, 1953 (27 tuổi)   | 36      | Hamburger SV             |
| 21 | TM | Walter Junghans            | 26 tháng 10, 1958 (21 tuổi) | 0       | Bayern Munich            |
| 22 | TM | Eike Immel                 | 27 tháng 11, 1960 (19 tuổi) | 0       | Borussia Dortmund        |

## Bảng 2

### Bỉ
Huấn luyện viên: Guy Thys
| Số | Vt | Cầu thủ                   | Ngày sinh (tuổi)            | Số trận | Câu lạc bộ     |
| -- | -- | ------------------------- | --------------------------- | ------- | -------------- |
| 1  | TM | Theo Custers              | 10 tháng 8, 1950 (29 tuổi)  | 8       | Royal Antwerp  |
| 2  | HV | Eric Gerets               | 18 tháng 5, 1954 (26 tuổi)  | 23      | Standard Liège |
| 3  | HV | Luc Millecamps            | 10 tháng 9, 1951 (28 tuổi)  | 9       | Waregem        |
| 4  | HV | Walter Meeuws             | 11 tháng 7, 1951 (28 tuổi)  | 20      | Club Brugge    |
| 5  | HV | Michel Renquin            | 3 tháng 11, 1955 (24 tuổi)  | 21      | Standard Liège |
| 6  | TV | Julien Cools (đội trưởng) | 13 tháng 2, 1947 (33 tuổi)  | 31      | K. Beerschot   |
| 7  | TV | René Vandereycken         | 22 tháng 7, 1953 (26 tuổi)  | 21      | Club Brugge    |
| 8  | TV | Wilfried Van Moer         | 1 tháng 3, 1945 (35 tuổi)   | 41      | Beringen       |
| 9  | TĐ | François Van der Elst     | 1 tháng 12, 1954 (25 tuổi)  | 30      | Anderlecht     |
| 10 | TĐ | Erwin Vandenbergh         | 26 tháng 1, 1959 (21 tuổi)  |         | Lierse         |
| 11 | TV | Jan Ceulemans             | 28 tháng 2, 1957 (23 tuổi)  |         | Club Brugge    |
| 12 | TM | Jean-Marie Pfaff          | 4 tháng 12, 1953 (26 tuổi)  |         | Beveren        |
| 13 | TV | Maurice Martens           | 5 tháng 6, 1947 (33 tuổi)   |         | Molenbeek      |
| 14 | HV | Gerard Plessers           | 30 tháng 3, 1959 (21 tuổi)  |         | Standard Liège |
| 15 | TV | René Verheyen             | 20 tháng 3, 1952 (28 tuổi)  |         | Lokeren        |
| 16 | TV | Marc Millecamps           | 9 tháng 10, 1950 (29 tuổi)  |         | Waregem        |
| 17 | TV | Raymond Mommens           | 27 tháng 12, 1958 (21 tuổi) |         | Lokeren        |
| 18 | TV | Guy Dardenne              | 19 tháng 10, 1954 (25 tuổi) |         | Lokeren        |
| 19 | TĐ | Willy Wellens             | 29 tháng 3, 1954 (26 tuổi)  |         | Standard Liège |
| 20 | TM | Michel Preud'homme        | 24 tháng 1, 1959 (21 tuổi)  |         | Standard Liège |
| 21 | HV | Jos Heyligen              | 30 tháng 6, 1947 (32 tuổi)  |         | Beringen       |
| 22 | TĐ | Ronny Martens             | 22 tháng 12, 1958 (21 tuổi) |         | Anderlecht     |

### Anh
Huấn luyện viên: Ron Greenwood
| Số | Vt | Cầu thủ                   | Ngày sinh (tuổi)            | Số trận | Câu lạc bộ              |
| -- | -- | ------------------------- | --------------------------- | ------- | ----------------------- |
| 1  | TM | Ray Clemence              | 5 tháng 8, 1948 (31 tuổi)   | 49      | Liverpool               |
| 2  | HV | Phil Neal                 | 20 tháng 2, 1951 (29 tuổi)  | 25      | Liverpool               |
| 3  | HV | Kenny Sansom              | 26 tháng 9, 1958 (21 tuổi)  | 7       | Crystal Palace          |
| 4  | HV | Phil Thompson             | 21 tháng 1, 1954 (26 tuổi)  | 23      | Liverpool               |
| 5  | HV | Dave Watson               | 5 tháng 10, 1946 (33 tuổi)  | 52      | Southampton             |
| 6  | TV | Ray Wilkins               | 14 tháng 9, 1956 (23 tuổi)  | 32      | Manchester United       |
| 7  | TĐ | Kevin Keegan (đội trưởng) | 14 tháng 2, 1951 (29 tuổi)  | 51      | Hamburger SV            |
| 8  | TV | Steve Coppell             | 9 tháng 7, 1955 (24 tuổi)   | 23      | Manchester United       |
| 9  | TĐ | David Johnson             | 23 tháng 10, 1951 (28 tuổi) | 7       | Liverpool               |
| 10 | TV | Trevor Brooking           | 2 tháng 10, 1948 (31 tuổi)  | 37      | West Ham United         |
| 11 | TĐ | Tony Woodcock             | 6 tháng 12, 1955 (24 tuổi)  | 10      | 1. FC Köln              |
| 12 | HV | Viv Anderson              | 29 tháng 7, 1956 (23 tuổi)  | 3       | Nottingham Forest       |
| 13 | TM | Peter Shilton             | 18 tháng 9, 1949 (30 tuổi)  | 30      | Nottingham Forest       |
| 14 | HV | Trevor Cherry             | 23 tháng 2, 1948 (32 tuổi)  | 26      | Leeds United            |
| 15 | TV | Emlyn Hughes              | 28 tháng 8, 1947 (32 tuổi)  | 62      | Wolverhampton Wanderers |
| 16 | HV | Mick Mills                | 4 tháng 1, 1949 (31 tuổi)   | 29      | Ipswich Town            |
| 17 | TV | Terry McDermott           | 8 tháng 12, 1951 (28 tuổi)  | 10      | Liverpool               |
| 18 | TV | Ray Kennedy               | 28 tháng 7, 1951 (28 tuổi)  | 15      | Liverpool               |
| 19 | TV | Glenn Hoddle              | 27 tháng 10, 1957 (22 tuổi) | 3       | Tottenham Hotspur       |
| 20 | TĐ | Paul Mariner              | 22 tháng 5, 1953 (27 tuổi)  | 9       | Ipswich Town            |
| 21 | TĐ | Garry Birtles             | 27 tháng 7, 1956 (23 tuổi)  | 1       | Nottingham Forest       |
| 22 | TM | Joe Corrigan              | 18 tháng 11, 1948 (31 tuổi) | 5       | Manchester City         |

### Ý
Huấn luyện viên: Enzo Bearzot
| Số | Vt | Cầu thủ                | Ngày sinh (tuổi)            | Số trận | Câu lạc bộ     |
| -- | -- | ---------------------- | --------------------------- | ------- | -------------- |
| 1  | TM | Dino Zoff (đội trưởng) | 28 tháng 2, 1942 (38 tuổi)  | 80      | Juventus       |
| 2  | HV | Franco Baresi          | 8 tháng 5, 1960 (20 tuổi)   | 0       | Milan          |
| 3  | HV | Giuseppe Baresi        | 7 tháng 2, 1958 (22 tuổi)   | 1       | Internazionale |
| 4  | HV | Mauro Bellugi          | 7 tháng 2, 1950 (30 tuổi)   | 32      | Napoli         |
| 5  | HV | Antonio Cabrini        | 8 tháng 10, 1957 (22 tuổi)  | 17      | Juventus       |
| 6  | HV | Fulvio Collovati       | 9 tháng 5, 1957 (23 tuổi)   | 8       | Milan          |
| 7  | HV | Claudio Gentile        | 27 tháng 9, 1953 (26 tuổi)  | 35      | Juventus       |
| 8  | HV | Aldo Maldera           | 14 tháng 10, 1953 (26 tuổi) | 10      | Milan          |
| 9  | HV | Gaetano Scirea         | 25 tháng 5, 1953 (27 tuổi)  | 28      | Juventus       |
| 10 | TV | Giancarlo Antognoni    | 1 tháng 4, 1954 (26 tuổi)   | 43      | Fiorentina     |
| 11 | TV | Romeo Benetti          | 20 tháng 10, 1945 (34 tuổi) | 51      | Roma           |
| 12 | TM | Ivano Bordon           | 13 tháng 4, 1951 (29 tuổi)  | 5       | Internazionale |
| 13 | TV | Ruben Buriani          | 16 tháng 3, 1955 (25 tuổi)  | 2       | Milan          |
| 14 | TV | Gabriele Oriali        | 25 tháng 11, 1952 (27 tuổi) | 9       | Internazionale |
| 15 | TV | Marco Tardelli         | 24 tháng 9, 1954 (25 tuổi)  | 36      | Juventus       |
| 16 | TV | Renato Zaccarelli      | 18 tháng 1, 1951 (29 tuổi)  | 23      | Torino         |
| 17 | TĐ | Alessandro Altobelli   | 28 tháng 11, 1955 (24 tuổi) | 0       | Internazionale |
| 18 | TĐ | Roberto Bettega        | 27 tháng 12, 1950 (29 tuổi) | 30      | Juventus       |
| 19 | TĐ | Franco Causio          | 1 tháng 2, 1949 (31 tuổi)   | 51      | Juventus       |
| 20 | TĐ | Phápsco Graziani       | 16 tháng 12, 1952 (27 tuổi) | 34      | Torino         |
| 21 | TĐ | Roberto Pruzzo         | 1 tháng 4, 1955 (25 tuổi)   | 1       | Roma           |
| 22 | TM | Giovanni Galli         | 29 tháng 4, 1958 (22 tuổi)  | 0       | Fiorentina     |

### Tây Ban Nha
Huấn luyện viên: Ladislao Kubala
| Số | Vt | Cầu thủ                         | Ngày sinh (tuổi)            | Số trận | Câu lạc bộ        |
| -- | -- | ------------------------------- | --------------------------- | ------- | ----------------- |
| 1  | TM | Luis Arconada                   | 26 tháng 6, 1954 (25 tuổi)  | 17      | Real Sociedad     |
| 2  | HV | José Ramón Alexanko             | 19 tháng 5, 1956 (24 tuổi)  | 10      | Athletic Bilbao   |
| 3  | HV | Migueli                         | 19 tháng 12, 1951 (28 tuổi) | 29      | Barcelona         |
| 4  | HV | José Diego                      | 21 tháng 11, 1954 (25 tuổi) | 1       | Real Sociedad     |
| 5  | HV | Francisco Javier Uría           | 1 tháng 2, 1950 (30 tuổi)   | 13      | Sporting de Gijón |
| 6  | TV | Juan Manuel Asensi (đội trưởng) | 23 tháng 9, 1949 (30 tuổi)  | 39      | Barcelona         |
| 7  | TV | Dani                            | 28 tháng 6, 1951 (28 tuổi)  | 18      | Athletic Bilbao   |
| 8  | TV | Julio Cardeñosa                 | 27 tháng 10, 1949 (30 tuổi) | 7       | Real Betis        |
| 9  | TV | Francisco José Carrasco         | 6 tháng 3, 1959 (21 tuổi)   | 6       | Barcelona         |
| 10 | TĐ | Quini                           | 23 tháng 9, 1949 (30 tuổi)  | 28      | Sporting de Gijón |
| 11 | HV | Vicente del Bosque              | 23 tháng 12, 1950 (29 tuổi) | 17      | Real Madrid       |
| 12 | TV | Juanito                         | 10 tháng 11, 1954 (25 tuổi) | 14      | Real Madrid       |
| 13 | TM | Urruti                          | 17 tháng 2, 1952 (28 tuổi)  | 5       | Español           |
| 14 | HV | Rafael Gordillo                 | 24 tháng 2, 1957 (23 tuổi)  | 7       | Real Betis        |
| 15 | TV | Antonio Olmo                    | 18 tháng 1, 1954 (26 tuổi)  | 12      | Barcelona         |
| 16 | TĐ | Santillana                      | 23 tháng 8, 1952 (27 tuổi)  | 22      | Real Madrid       |
| 17 | TĐ | Jesús María Satrústegui         | 12 tháng 2, 1954 (26 tuổi)  | 10      | Real Sociedad     |
| 18 | TĐ | Enrique Saura                   | 2 tháng 8, 1954 (25 tuổi)   | 7       | Valencia          |
| 19 | TV | Cundi                           | 13 tháng 4, 1955 (25 tuổi)  | 7       | Sporting de Gijón |
| 20 | HV | Miguel Tendillo                 | 1 tháng 2, 1961 (19 tuổi)   | 1       | Valencia          |
| 21 | TV | Jesús María Zamora              | 1 tháng 1, 1955 (25 tuổi)   | 7       | Real Sociedad     |
| 22 | TM | Pedro María Artola              | 6 tháng 9, 1948 (31 tuổi)   | 0       | Barcelona         |